# La Maison des otages (pièce de théâtre)
Pour les articles homonymes, voir La Maison des otages.
La Maison des otages (The Desperate Hours) est une pièce de théâtre de Joseph Hayes d'après son propre roman. Elle a été créée en 1955 au théâtre Ethel Barrymore de Broadway (New York).

## Argument
Une petite ville des États-Unis, Indianapolis, dans les années 1950 : Glenn Griffin, dangereux prisonnier évadé, à la recherche d'une voiture, investit avec ses complices la maison de la famille Hilliard, retenue en otage pour faciliter leur fuite du pays. Le père, Daniel, tente tout son possible pour sauver ses proches ; l'affrontement violent avec Griffin est inévitable, compliquée par l'intervention de la police...

## Distinctions
- Tony Awards 1955[1]
  - Tony Award de la meilleure pièce
  - Tony Award du meilleur metteur en scène pour Robert Montgomery

## Film
Le roman a été adapté par trois fois au cinéma et à la télévision. La première adaptation par William Wyler repose également sur la présente pièce de théâtre.